# Dronedarone
Il dronedarone (INN) è un farmaco anti-aritmico utilizzato principalmente nelle recidive di fibrillazione atriale e di flutter atriale. È commercializzato in U.S.A e in Europa con il nome di Multaq. È stato approvato dalla Food and Drug Administration nel luglio del 2009 ed è stato utilizzato principalmente in alternativa all'amiodarone in soggetti rientrati in ritmo sinusale o che si dovevano sottoporre a cardioversione farmacologica o elettrica del ritmo. Non essendo emersa, nei diversi studi clinici, una riduzione significativa della mortalità nei pazienti trattati, per contro associata a un aumento della stessa nei pazienti con insufficienza cardiaca da moderata a grave (classe NYHA III-IV), l'FDA ne ha controindicato l'utilizzo nell'insufficienza cardiaca, estendendone la limitazione anche ai pazienti con recente episodio di scompenso cardiaco, che hanno necessitato di ricovero ospedaliero.

## Meccanismo d'azione
Il dronedarone è un bloccante multicanale, infatti inibisce le correnti del K+ (incluse IK(Ach),IKur,IKr,IKs) (Farmaci antiaritmici#Classe III), prolungando il potenziale d'azione cardiaco e il periodo refrattario, oltre che i canali del Na+ (Farmaci antiaritmici#Classe IA) e del Ca+ (Farmaci antiaritmici#Classe IV). Antagonizza inoltre, in modo non competitivo, l'attività adrenergica (Farmaci antiaritmici#Classe II). Questi effetti derivano dalle sue proprietà elettrofisiologiche, che lo inseriscono in tutte e quattro le classi di Vaughan Williams.
La molecola del dronedarone ha una struttura benzofuranica, chimicamente simile all'amiodarone, ma è stata modificata per migliorarne le proprietà farmacocinetiche e farmacodinamiche, nonché il profilo di tollerabilità: sono stati rimossi dalla formula i gruppi iodati ritenuti responsabili delle alterazioni tiroidee associate all'uso in cronico dell'amiodarone.
L'aggiunta del gruppo metansulfonamidico ha ridotto la lipofilia della molecola, accorciandone l'emivita plasmatica e riducendone la tendenza ad accumularsi nei tessuti; questa caratteristica ridurrebbe il rischio di tossicità d'organo.

## Farmacocinetica
A seguito di somministrazione per via orale dronedarone è ben assorbito dal tratto gastrointestinale. La biodisponibilità assoluta del farmaco, somministrato con cibo proprio per incrementare questo parametro, è solo del 15% in quanto è soggetto a metabolismo di primo passaggio. La concentrazione plasmatica massima (Cmax) viene raggiunta entro 3-6 ore dall'assunzione a stomaco pieno. Lo steady state viene raggiunto entro una settimana a seguito di somministrazione di dosi ripetute di 400 mg di principio attivo, due volte al giorno. Il legame con le proteine plasmatiche si aggira intorno al 99,7%, principalmente con l'albumina.
Nell'organismo dronedarone viene ampiamente metabolizzato per mezzo del citocromo P450, isoenzima CYP 3A4. Grazie ad un processo di N-debutilazione si viene a formare il principale metabolita attivo circolante (il metabolita N-debutyl), dotato di attività farmacodinamica da 3 a 10 volte meno potente rispetto al composto progenitore.
Studi con il composto marcato hanno evidenziato che circa il 6% di una dose viene escreta attraverso l'emuntorio renale mentre un ulteriore 84% viene escreto attraverso le feci, soprattutto come metaboliti. L'emivita di eliminazione terminale appare di circa 25-30 ore e quella del principale metabolita (N-debutyl) è di circa 20-25 ore (pertanto notevolmente più breve rispetto a quella di amiodarone).

## Farmacodinamica
Il dronedarone riduce modicamente la frequenza cardiaca, prolunga l'intervallo Wenckebach, l'intervallo AH, l'intervallo QT e l'intervallo PR, senza modificare significativamente l'intervallo HV (o tempo di conduzione His-Purkinje) e la durata del complesso QRS. Agisce sui periodi refrattari dell'atrio e del nodo atrioventricolare promuovendone un allungamento. Ha un effetto sulla pressione arteriosa sistemica e sulla contrattilità miocardica, riducendole modicamente, ma non producendo effetti sulla frazione di eiezione cardiaca. È stata inoltre evidenziata una riduzione del consumo d'ossigeno del miocardio. La molecola avrebbe proprietà vasodilatanti sulle arterie coronarie e sulle arterie periferiche (vasodilatazione periferica), attraverso l'attivazione della via dell'ossido di azoto (NO). È definito un antagonista adrenergico: riduce infatti la risposta pressoria dei recettori α-adrenergici all'adrenalina e le risposte dei recettori adrenergici β1 e β2 all'isoproterenolo.

## Controindicazioni
L'utilizzo del farmaco ha delle limitazioni e delle controindicazioni specifiche come più sotto riportato.
- Grave insufficienza cardiaca classe New York Association III-IV, o NYHA II-III se con recente episodio di scompenso cardiaco ospedalizzato
- Blocco atrioventricolare di II grado e Blocco atrioventricolare di III grado non protetti da una pacemaker
- Bradicardia spiccata con una frequenza <50 batt/min
- Intervallo QT corretto in base alla frequenza >500 msec
- Intervallo PR >280 msec
- Inibitori del Citocromo P450
- Farmaci che prolungano l'intervallo QT
- Insufficienza epatica
- Gravidanza e Allattamento

## Interazioni
- β-bloccanti (propranololo, metoprololo ed altri): la contemporanea somministrazione con dronedarone può comportare una aumentata esposizione dei betabloccanti che sono metabolizzati dal CYP2D6. La terapia di associazione deve essere effettuata con estrema cautela partendo con dosi iniziali basse ed incrementando il dosaggio del betabloccante con gradualità e solo dopo attenta valutazione elettrocardiografica.[11]

## Studi clinici
Diversi studi clinici controllati hanno comparato il dronedarone al placebo e all'amiodarone, confrontando la risposta in termini di prevenzione e controllo della fibrillazione atriale, di riduzione della mortalità totale e per cause cardiovascolari, valutando gli eventi avversi caratterizzati prevalentemente da un aumento della mortalità in corso di scompenso cardiaco..
Il mantenimento del ritmo sinusale, dovrebbe comportare una riduzione della mortalità globale e delle re-ospedalizzazioni, come risulta per altri antiaritmici, in realtà il farmaco risultò più efficace nel mantenere in ritmo i pazienti rispetto al placebo (studio EURIDIS e ADONIS), ma si arrivò all'interruzione precoce dello studio ANDROMEDA nel 2007, per eccesso di mortalità nei confronti del placebo. In tale studio i pazienti randomizzati erano affetti da insufficienza cardiaca da moderata a severa e perciò con una patologia cardiaca sottostante più grave: in questo quadro clinico aumentarono gli eventi avversi gravi.
Nel più recente studio ATHENA, dove furono randomizzati 4628 pazienti in fibrillazione atriale, il dronedarone risultò più efficace del placebo nel ridurre l'endpoint composito prima ospedalizzazione per eventi cardiovascolari o morte. Vi fu una riduzione del tasso di mortalità cardiovascolare, ma non di quella per tutte le altre cause. Dato importante, rilevato in una revisione dei risultati pubblicati nello studio ATHENA, mostrò una riduzione significativa del numero degli ictus.
Nel 2011 lo studio PALLAS fu interrotto per "evidenza di aumentato rischio di insufficienza cardiaca, ictus, e morte per cause cardiovascolari in pazienti con fibrillazione atriale permanente che erano a rischio per eventi vascolari maggiori".